# Staurogyne amboinica
Staurogyne amboinica är en akantusväxtart som beskrevs av Cornelis Eliza Bertus Bremekamp. Staurogyne amboinica ingår i släktet Staurogyne och familjen akantusväxter. Inga underarter finns listade i Catalogue of Life.